# Organización Europea para la Explotación de Satélites Meteorológicos
La European Organisation for the Exploitation of Meteorological Satellites (EUMETSAT), la Organización Europea para la Explotación de Satélites Meteorológicos en español, es una organización formada en 1986 dedicada a explotar las misiones europeas de satélites meteorológicos. Está encargada de la operatividad así como del mantenimiento de los sistemas de planificación, sistemas de computación de dinámicas de vuelo o sistemas de monitorización y control, necesarios para interactuar con los satélites. Se ocupa además de la diseminación de la información científica recibida para que esta pueda llegar a los usuarios finales.
Está integrado por treinta Estados miembros de Europa: Alemania, Austria, Bélgica, Bulgaria, Croacia, República Checa, Dinamarca, Eslovaquia, Eslovenia, España, Estonia, Finlandia, Francia, Grecia, Hungría, Irlanda, Italia, Islandia, Letonia, Lituania, Luxemburgo, Noruega, Países Bajos, Polonia, Portugal, Reino Unido, Rumania, Suecia, Suiza y Turquía. Estos estados financian los programas de EUMETSAT y son los principales usuarios de los sistemas. 
Su representante español es la Agencia Estatal de Meteorología, adscrita al Ministerio de Agricultura, Alimentación y Medio Ambiente a través de la Secretaría de Estado de Medio Ambiente.
EUMETSAT no forma parte de la Unión Europea, si bien gran parte de los fondos obtenidos provienen de países de la zona euro.